# Halodule ciliata
Halodule ciliata là một loài thực vật có hoa trong họ Cymodoceaceae. Loài này được (Hartog) Hartog mô tả khoa học đầu tiên năm 1964.